# Синельников Микола Миколайович
Микол́а Микола́йович Сине́льников (* 12 лютого (31 січня) 1855, Харків — † 19 квітня 1939, Харків (у деяких джерелах 1934)) — український актор, педагог, режисер; 1934 — народний артист РРФСР.

## Життєпис
З 1873 року працював в театрах — Владикавказа, Казані, Миколаєва, у Харківському драматичному театрі /на вул. Сумській/ /1.С.51//; однаково успішно виступав у драмі та опереті.
1882 року вперше випробовує себе як режисер.
Протягом 1900—1909 років працював головним режисером Театру Корша в Москві.
З 1910 року з перервами очолював Харківський російський драматичний театр /на вул. Сумській/, створив постійний акторський колектив /1.С.51/. Є реформатором провінційного театру /2.С.1205/.
У 1910—1913 роках тримав антрепризу в Харкові та Києві, до 1917 — у київському Театрі Соловцова.
Критики вважають його реформатором провінційної сцени. Зокрема, він приділяв велику увагу створенню акторського ансамблю та репетиційній роботі, поширював знання про передовий репертуар, запроваджував спектаклі для молоді за нижчими цінами, систему абонементів.
Після Жовтневого перевороту 1917 року його діяльність пов'язана з Саратовом та Ростовом-на-Дону, з Харковом. Працював в Харківському драматичному театрі /на вул. Сумській,9/. У Харківському драматичному театрі /на вул. Сумській,9/ з 1923 року з режисером М. М. Синельниковим працювала Клавдія Іванівна Шульженко /3/. Харківський державний академічний російський драматичний театр імені О. С. Пушкіна був заснований у 1933 році. Першими художніми керівниками Харківського державного російського драматичного театру ім. О. С. Пушкіна /на вул. Чернишевській/ були народний артист РСФСР М. Петров і відомий режисер, театральний діяч, народний артист УРСР М. Синельников /4.С.215/.
Викладав у Харківському театральному училищі, як педагог підготував В. Коміссаржевську, М. М. Блюменталь-Тамаріну, О. М. Шатрову, С. Л. Кузнецова.

### Серед його постановок
- 1893 — «Плоди освіти», Л. М. Толстого, Новочеркаськ,
- 1897 — «Дядя Ваня» А. П. Чехова, Ростов-на-Дону,
- 1901 — «Діти Ванюшина», Найденова, Театр Корша,
- 1934 — «Лихо з розуму» Грибоєдова,
- 1935 — «Таланти та залицяльники» Островського,
- 1937 — «На дні» Горького.